# Yekaterina Astájova
Yekaterina Astájova (en ruso: Екатерина Астахова) es una actriz rusa, más conocida por haber interpretado a Katia en la película Ballada o bombere.

## Biografía
Tiene dos hermanos, Dmitri Astájov y Anne Astájova (veterinaria).
Yekaterina está casada con un hombre llamado Dima.

## Carrera
En 2009 se unió al elenco de la serie Bсегда говори "всегда", donde dio vida a Tania Baryshev hasta 2012.
En 2010 apareció en la película Русский шоколад, donde dio vida a Nastia. Ese mismo año interpretó a Sophia S. Denisov, la maestra de química en la serie Ранетки. En 2011 se unió al elenco principal de la película de guerra Ballada o bombere, donde interpretó a Katherina "Katia" Flerova.

## Filmografía

### Películas
| Año  | Título                            | Personaje                 | Notas                                                                                        |
| ---- | --------------------------------- | ------------------------- | -------------------------------------------------------------------------------------------- |
| 2013 | Тайны института благородных девиц | Tatiana Zotov             | -                                                                                            |
| 2013 | Птица в клетке (Украина)          | Stesha Ternova            | -                                                                                            |
| 2011 | Ballada o bombere                 | Katherina "Katya" Flerova | junto a Nikita Efremov, Aleksandr Davydov, Vladislav Abashin, Egor Barinov y Taras Denisenko |
| 2011 | Supermenedzher, ili Motyga sudby  | Dasha                     | junto a Yuriy Chursin, Olga Dibtseva, Denis Kulyutnikov, Aleksey Maklakov y Sergey Medvedev  |
| 2011 | Как я встретил вашу маму          | Victoria                  | -                                                                                            |
| 2010 | Русский шоколад                   | Nastya                    | -                                                                                            |
| 2009 | Pikap: Sem bez pravil             | -                         | junto a Konstantin Kryukov, Shamil Khamatov, Vadim Utenkov y Kseniya Radchenko               |

### Series de televisión
| Año         | Serie                      | Personaje             | Notas                        |
| ----------- | -------------------------- | --------------------- | ---------------------------- |
| 2013        | Ptitsa v kletke            | -                     | -                            |
| 2009 - 2012 | Bсегда говори "всегда"     | Tanya Baryshev        | -                            |
| 2011        | Vsegda govori «vsegda» sem | -                     | -                            |
| 2010 - 2011 | Институт благородных девиц | Tatiana Татьяна Elias | -                            |
| 2010        | Ранетки                    | Sophia S. Denisov     | -                            |
| 2008        | Срочно в номер-2           | Marina                | episodio "Случай на турбазе" |
| 2008        | Короли игры                | Sveta                 | -                            |